# Oligodon cinereus
Oligodon cinereus este o specie de șerpi din genul Oligodon, familia Colubridae, descrisă de Günther 1864. A fost clasificată de IUCN ca specie cu risc scăzut.

## Subspecii
Această specie cuprinde următoarele subspecii:
- O. c. cinereus
- O. c. tamdaoensis

## Galerie

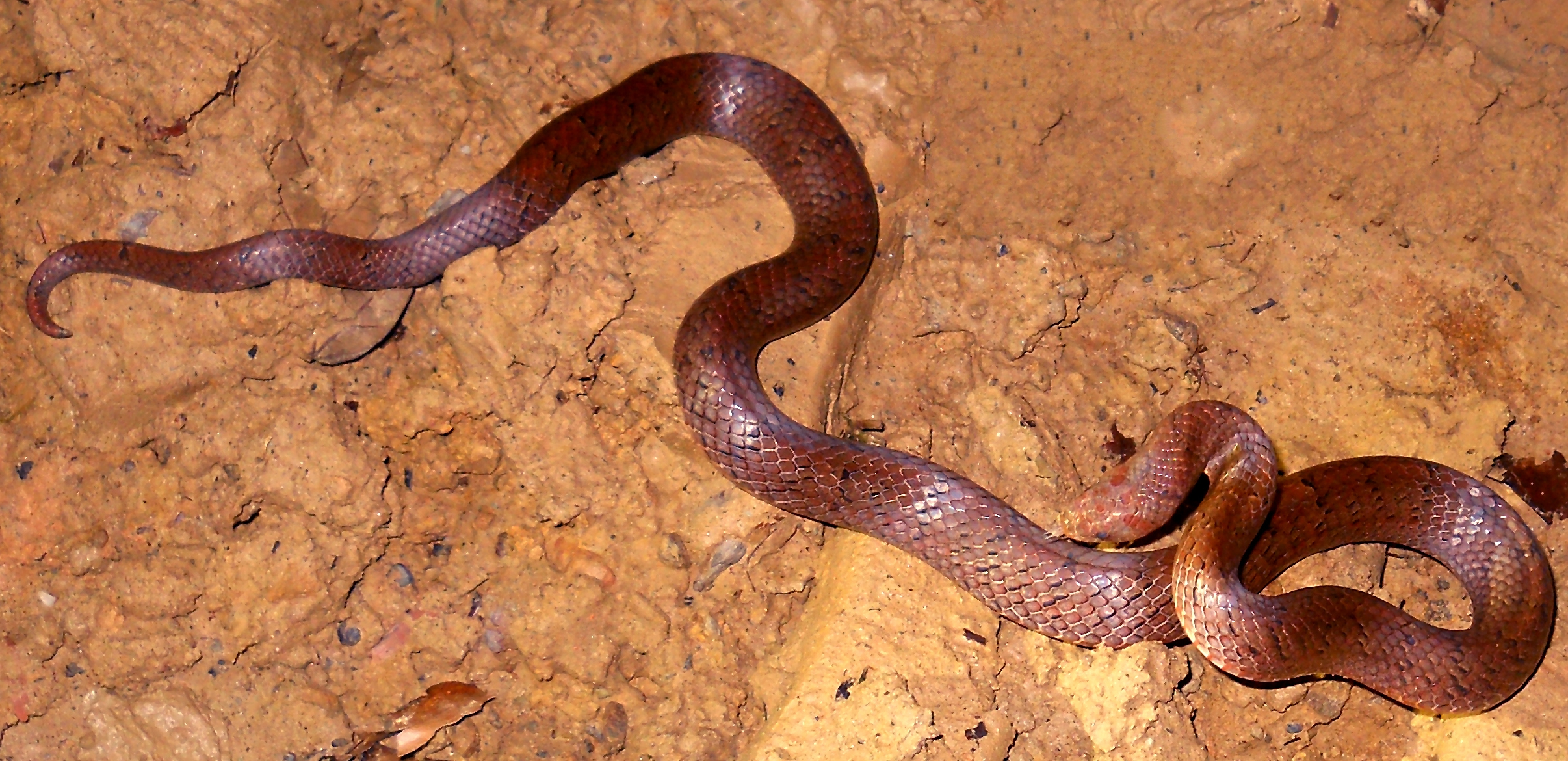
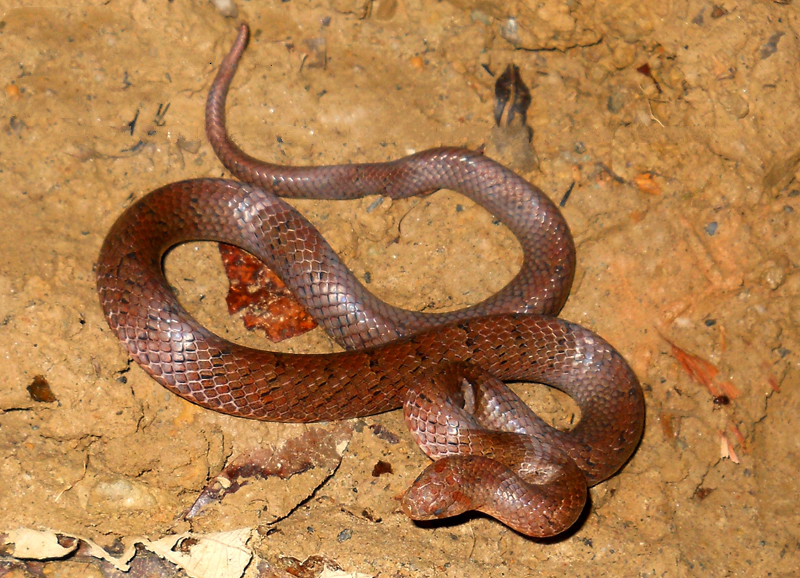
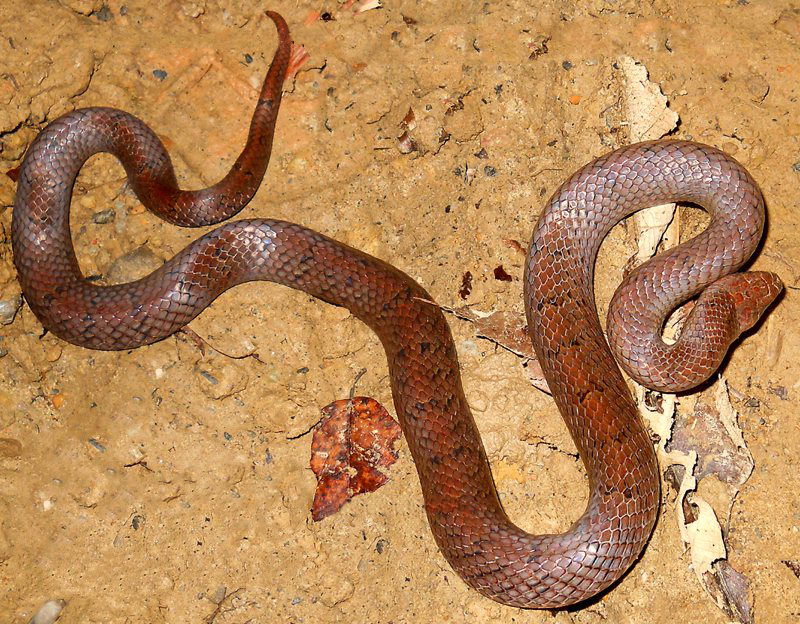